# Хенерал Вилегас
Хенерал Вилегас (на испански: General Villegas, на испански се изговаря по-близко до Хенерал Вийегас) е град в Аржентина, провинция Буенос Айрес. Населението му е около 29 000 души (2001).

## Личности
В Хенерал Вилегас е роден писателят Мануел Пуиг (1932-1990).